# Joe Locke (actor)
Joe Locke   (Douglas, 24 de setembre de 2003), de nom complet Joseph William Locke, és un actor manx conegut pel paper de Charlie Spring a la sèrie de Netflix Heartstopper.

## Biografia
Locke va néixer a Douglas (illa de Man). Va estudiar a la Ballakermeen High School. Ha participat en les National Theatre Connections del 2020, així com en produccions al Teatre Gaiety i juntament amb el grup juvenil del Centre d'Arts de Kensington. Locke ha parlat públicament sobre les seves vivències com a jove gai a l'Illa de Man i els paral·lelismes que hi ha amb la història d'en Charlie.
L'abril del 2021, va ser anunciat que faria del protagonista Charles "Charlie" Spring en el seu debut televisiu al costat de Kit Connor en la sèrie de Netflix per a jóvens adults Heartstopper, una adaptació del còmic web i la novel·la gràfica homònimes d'Alice Oseman. Va ser triat d'entre 10 000 candidats. Mentre que Locke tenia 17 anys durant el rodatge, el personatge que interpretava era un estudiant d'uns 15 anys en una grammar school anglesa per a nois.

## Filmografia
| Any  | Títol        | Paper                    | Anotacions               |
| ---- | ------------ | ------------------------ | ------------------------ |
| 2022 | Heartstopper | Charles "Charlie" Spring | Protagonista; 8 episodis |